# 狩野力
狩野 力（かの つとむ、1892年 - 1934年）は、日本の造園家。大正から昭和初期に官庁造園技師として活躍した。また児童公園の実証的研究では大屋霊城と双璧をなす人物である。福岡県生まれ。

## 経歴
1916年（大正5年）、東京帝国大学農科大学農学科卒業後、恩師の造営局参与東大教授原煕の推挙で大屋霊城、林学の中島卯三郎らと明治神宮造営局林苑課技手採用となり、林苑課の農学系主任技師折下吉延のもとに、翌年には造営局外苑課に勤務。
1919年（大正8年）ごろ愛知県土木部に造園技師として赴任し、1920年、内務省組織の都市計画愛知地方委員会技師を兼任、都市計画草創期、愛知県の都市計画業務に邁進することになる。特に名古屋市の公園計画策定では、都市計画法施行後の大都市公園計画としては、東京や横浜に続くもので、1925年1月原案作成、愛知地方委員会に附議されたのち1926年1月内務省告示をみた。
この間の1921年、八勝館の館主で八事耕地整理組合の組合長であった柴田次郎は、黒谷了太郎都市計画愛知地方委員会幹事の「山林都市」を八事丘陵地に実現しようとした。協同した南山耕地整理組合、八事土地区画整理組合、音聞山土地区画整理組合の整地地区は、いずれも委員会造園技師の狩野によって、できる限り原地形を残して道路が取り付けられ、良好な住宅地が創出された。八事では、中京財界の社交場であった興正寺門前の別荘「八勝倶楽部」、のちの八勝館をはじめとする料理旅館が集中していたところへ、市電八事線の前身である尾張電気軌道が、沿線乗客の増加を目論んで八事遊園や八事球場、競馬場を建設していた。

1930年（昭和5年）から翌年にかけて、市内の小公園を対象に研究をすすめ、来遊する児童の実態を把握し、児童遊園人口当りの坪面積を算出し発表している。またこの時期愛知地方委員会技師であった石川栄耀と共に、耕地整理法を準用した土地区画整理事業における公園保留地問題をも研究、これを一種の受益者負担とみて造成を勧奨する指針を打ち出す。
1933年、名古屋市土木部に公園課が設置され、それに伴い、初代の名古屋市公園課長に就任するが、在職1年に至らずして、翌年逝去する。